# Gastronomía de África austral

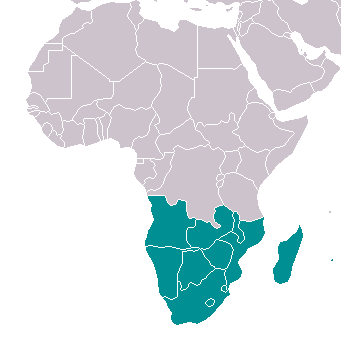
Sur del continente africano.

La gastronomía de África austral y de algunos vecinos se ha denominado también "Gastronomía del arco iris" debido en parte a la gran cantidad de pueblos políglotas que han ido influenciando las costumbres y las recetas propias de la zona, muchos de los inmigrantes procedentes de la India, Malasia, así como de Europa han ido dejando sus huellas en las artes culinarias de esta zona austral de África.

## Influencias
Los inmigrantes de Malasia han influenciado en la existencia de curries especiados, los chutneys, y el pescado en vinagre el cerdo o el cordero marinados en curry, así como una variedad de guisos de pescado. La gente de la India ha introducido diferentes prácticas culinarias, incluyendo una variedad de platos salados y dulces. De esta forma los afrikáners tienen sus suculentos potjies o guisos de maíz con salsa de tomate y cebollas, con o sin arroz. algunas de las influencias europeas proceden de los holandeses que dejaron contribuciones como los crueler fritos o koeksister y los pasteles de leche.

## Ingredientes
Los ingredientes básicos incluyen los mariscos, los productos de carne y de caza,  las frutas frecas y los vegetales. Entre las frutas están las uvas, el mango, las bananas y las papayas, el aguacate. La mayoría de los postres son solo fruta, existen puddings pero son considerados una influencia occidental, tales como la versión angoleña cocada amarela, que está inspirada en la cocina portuguesa. Los productos de carne incluyen cordero, y la caza venado, carne de avestruz, e impala. Los pescados incluyen la langosta, camarónes, atún, almejas, ostras. Hay que destacar de esta zona de África la producción vinícola.

## Gastronomías por países
La gastronomía de África Austral comprende a los países:
- - Gastronomía de Botsuana - Botsuana.

- - Gastronomía de Lesoto - Lesoto.

- - Gastronomía de Namibia - Namibia.

- - Gastronomía de Sudáfrica - Sudáfrica.

- - Gastronomía de Suazilandia - Suazilandia.